# Zyprischer Fußballpokal 1934/35
Der Zyprische Fußballpokal 1934/35 war die erste Austragung des zyprischen Pokalwettbewerbs. Er wurde vom zyprischen Fußballverband ausgetragen. Das Wiederholungsfinale fand am 25. November 1934 im GSP-Stadion von Nikosia statt.
Pokalsieger wurde Trast AC. Das Team setzte sich in zwei Finalspielen gegen APOEL Nikosia durch, nachdem das erste Endspiel torlos endete. 
Alle Begegnungen wurden in einem Spiel ausgetragen. Bei unentschiedenem Ausgang wurde das Spiel um zweimal 15 Minuten verlängert. Stand danach kein Sieger fest, folgte ein Wiederholungsspiel auf des Gegners Platz.

## Teilnehmer
| First Division (8)                                                  | First Division (8)                                                |
| ------------------------------------------------------------------- | ----------------------------------------------------------------- |
| - Anorthosis Famagusta - EPA Larnaka - AEL Limassol - Aris Limassol | - APOEL Nikosia - Lefkoşa Türk SK - Olympiakos Nikosia - Trast AC |

## Viertelfinale
Die Spiele fanden am 4. November 1934 statt.
|                      | Ergebnis |                    |
| -------------------- | -------- | ------------------ |
| EPA Larnaka          | 0:1      | APOEL Nikosia      |
| AEL Limassol         | 2:3      | Lefkoşa Türk SK    |
| Trast AC             | 5:2      | Aris Limassol      |
| Anorthosis Famagusta | 7:2      | Olympiakos Nikosia |

## Halbfinale
Die Spiele fanden am 11. November 1934 statt.
|                      | Ergebnis |                 |
| -------------------- | -------- | --------------- |
| APOEL Nikosia        | 1:0      | Lefkoşa Türk SK |
| Anorthosis Famagusta | 2:3      | Trast AC        |

## Finale
| Paarung        | APOEL Nikosia – Trast AC |
| Ergebnis       | 0:0 n. V. |
| Datum          | 18. November 1934 |
| Stadion        | GSP-Stadion, Nikosia |
| Schiedsrichter | Alfred King ( England) |
| Tore           | keine |
| APOEL Nikosia  | Kostas Kalisperas – Takis Couloumas, Champis Filippou – Nikos Ionidis, Robert Mallios Galits, Votsis Christodoulidis – Takis Tsigis, Fenek Vensan, Louter Salakian, Andreas Charalambous „Thalassinos“, Nikos Tillyros Cheftrainer: Robert Mallios Galić                       |
| Trast AC       | Kostis Kiriou – Angellos Chatziiosif, Vrasidas Kramvis – Fitis Neofitidis, Kokis Rossidis, Memnon Constantinides „Psillos“ – Giorgos Avraamides „Miris“, Diomidis Symeonidis, Sokratis Gavriilides, Pampos Avraamides, Michalakis Constantinides Cheftrainer: József Künsztler |

### Wiederholungsspiel
| Paarung        | Trast AC – APOEL Nikosia |
| Ergebnis       | 1:0 (0:0) |
| Datum          | 25. November 1934 |
| Stadion        | GSP-Stadion, Nikosia |
| Schiedsrichter | Alfred King ( England) |
| Tore           | 1:0 Takis Tsigkis (55.) |
| Trast AC       | Kostis Kiriou – Angellos Chatziiosif, Vrasidas Kramvis – Fitis Neofitidis, Kokis Rossidis, Memnon Constantinides „Psillos“ – Giorgos Avraamides „Miris“, Diomidis Symeonidis, Sokratis Gavriilides, Likourgos Archontides, Stelios Natar Cheftrainer: József Künsztler |
| APOEL Nikosia  | Kostas Kalisperas – Takis Couloumas, Champis Filippou – Nikos Ionidis, Robert Mallios Galits, Votsis Christodoulidis – Takis Tsigis, Fenek Vensan, Aram Tsatirtsian, Akom Tsatirtsian, Nikos Tillyros Cheftrainer: Robert Mallios Galić                                |